# Tonspur
Tonspur (auch Tonkanal genannt; engl. „track“) ist in der Musikproduktion und Tontechnik bei Analogaufnahmen der Aufnahmestreifen, der einen bestimmten Anteil der gesamten Breite eines Tonbands einnimmt. Beim analogen Film ist die Tonspur der die Tonaufzeichnung enthaltende Teil des Filmstreifens.

## Allgemeines
Der Begriff Tonspur gewann erst nach der Entwicklung der Mehrspurtechnik an Bedeutung, als auf einem Magnetband mindestens zwei parallel verlaufende Spuren aufgezeichnet werden konnten. Das war ab Januar 1943 der Fall, als die deutschen Toningenieure Helmut Krüger und Ludwig Heck bei der Reichsrundfunkgesellschaft in Berlin mit der Anfertigung von Stereoaufnahmen für Archivzwecke mit 2-Spurtechnik begannen. Eine Abmischung im heutigen Sinne war dabei allerdings noch nicht möglich, da beide Spuren synchron auf demselben Tonband aufgenommen wurden und dieselben Tonsignale aufnahmen. Der US-amerikanische Hersteller Ampex verkaufte mit der Ampex 200 ab April 1949 ein Gerät für das Zweispurverfahren. Dabei wurde zunächst eine Spur aufgenommen, nach Abschluss dieser Aufnahme das Magnetband an den Anfang zurückgespielt und wieder am Beginn gestartet. Sodann konnte auf der zweiten Spur desselben Bandes – synchron zur ersten Aufnahme auf der ersten Spur – eine weitere Aufnahme gestartet werden, ohne die erste Spur zu löschen. Danach wurden von Ampex zwei Aufnahmeköpfe für die Tonbandmaschine entwickelt, die eine parallele Aufnahme zweier Spuren ermöglichten.

## Entwicklung der Mehrspurtechnik

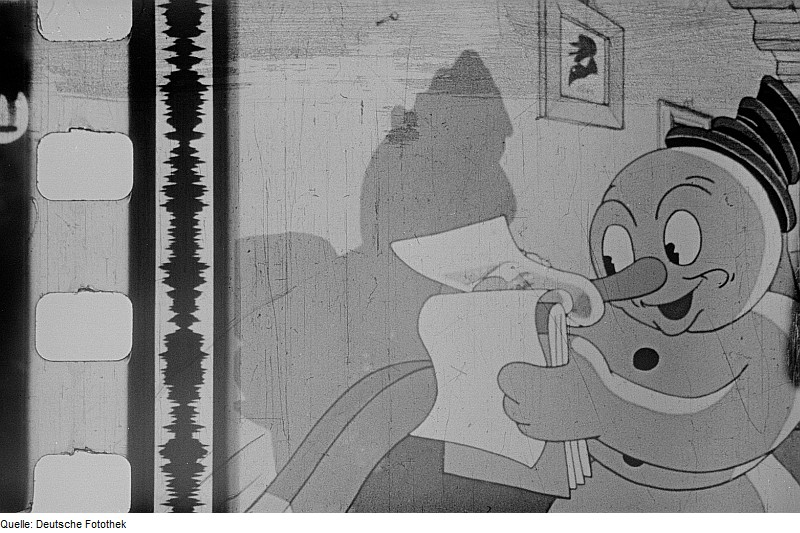
Tonspur neben einem Einzelbild des Tontrickfilms „Der Schneemann“ (1944)

1953 stellte Ampex mit dem Modell A500 das erste Vierspurgerät vor. Das von Ampex im Oktober 1955 vorgestellte „Selective Synchronous Recording“ („Sel-Sync“)-Verfahren erlaubte einen Overdub und ermöglichte erstmals die Anwendung von Abmischungstechniken. Der innovativen Firma gelang 1957 die Herstellung des Achtspurgerätes, das jedoch zunächst auf geringe Resonanz stieß. Gitarrist Les Paul, der auch intensiv mit Tontechnik experimentierte, kaufte das erste Gerät; erst 1958 erwarb Atlantic Records das dritte.
Seitdem ist ein Track ein Kanal einer aus mehreren Kanälen bestehenden Mehrspuraufnahme. Die Aufnahmen aller Kanäle werden zu einem Master-Mix zusammengefasst. Nun ist die Abmischung komplett, so dass das Editing (Schnittbearbeitung) beginnen kann.

## Film
Beim Zweibandtonverfahren werden Ton und Bild zunächst zwar auf verschiedene Träger aufgenommen, geschnitten und projiziert, später wird der Ton parallel zum Bild auf einem einheitlichen Träger aufgezeichnet und wiedergegeben. Als Tonspur wird der für die Tonwiedergabe reservierte Teil des Films bezeichnet.

## Digitaltechnik
In der heutigen Digitaltechnik wird zwar der Begriff Tonspur in der Musikproduktion umgangssprachlich immer noch verwendet, doch handelt es sich korrekterweise um synchron aufgezeichnete Teile einer Audiodatei oder um mehrere Audiodateien. Tonspuren werden hier virtuell angelegt und gespeichert, sie können mit allen in der jeweiligen Software angebotenen Tools beliebig oft bearbeitet werden. Ein qualitätsverschlechtender Generationsverlust, den es früher bei Tonbändern gab, tritt nicht mehr ein.

## Sonstiges
Eine handelsübliche Audio-Kompaktkassette besitzt vier Spuren, d. h. jeweils eine für den linken und rechten Stereokanal sowohl für die A- als auch die B-Seite.